# Бронебійно-фугасний снаряд

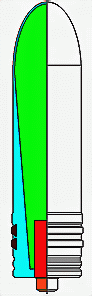
Будова бронебійно-фугасного снаряда

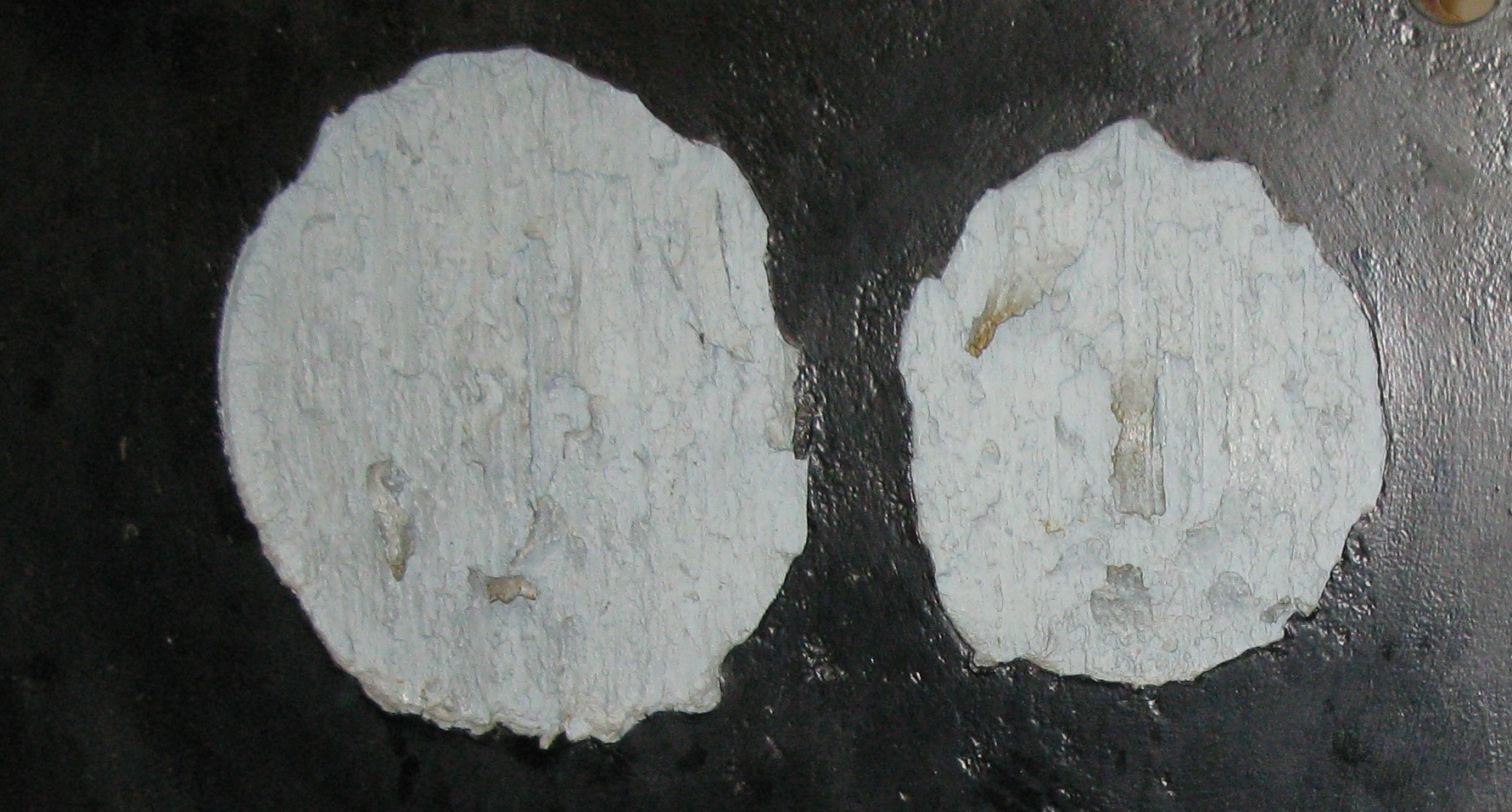
Наслідки ураження бронетехніки бронебійно-фугасним снарядом

Бронебійно-фугасний снаряд — різновид артилерійського снаряда для ствольної зброї, призначений для ураження броньованих об'єктів, зокрема, танків та фортифікаційних споруд.
Бронебійно-фугасний снаряд застосовується в сучасних танках та протитанкових гарматах армій країн світу, як бронебійний снаряд (для ураження танків та інших броньованих машин, руйнування сталевих конструкцій фортифікаційних споруд) і як фугасний (для руйнування оборонних споруд польового типу).

## Будова та принцип дії бронебійно-фугасного снаряда
Принцип дії бронебійно-фугасного снаряда заснований на поширенні заряду пластичної вибухової речовини на якомога можливо більшій площі броні і ураженні внутрішнього обладнання та екіпажу бронетехніки, уламками, що утворюються при підриві внутрішньої сторони броні.
Бронебійно-фугасний снаряд входить до боєкомплекту сучасних танкових гармат і гармат польової і протитанкової артилерії.
Бронебійно-фугасний снаряд складається з тонкостінного сталевого корпусу, розривного заряду, провідного паска, донного підривника та трасера. Споряджений пластичною вибуховою речовиною типу «Астролит», що має швидкість детонації до 8200 м/с. При ударі снаряда в броню його головна частина деформується, а пластична ВР «розтікається», збільшуючи контактну поверхню «снаряд-броня» в 1,5-2 рази.
У цей момент спрацьовує донний детонатор і відбувається детонація ВР. Тиск продуктів вибуху сягає десятків тонн на см² броні, потім протягом 1-2 мікросекунд падає до атмосферного. У броні утворюється хвиля стиснення з плоским фронтом, що розповсюджується зі швидкістю близько 5000 м/с. Досягнувши тильної поверхні броньового листа, хвиля стиснення відбивається від неї і повертається назад, як хвиля розтягування. У результаті інтерференції хвиль відбувається відкол броні з тильного боку. Відколоті шматки броні, маючи високу забійну енергію, вражають екіпаж і внутрішнє обладнання танка. Осколки, що утворилися під час вибуху снаряда, здатні уразити живу силу, що знаходиться на танку або поблизу нього. Дія бронебійно-фугасного снаряда практично не залежить від швидкості зустрічі його з бронею і кінетичної енергії в момент удару.
Перевагою бронебійно-фугасного снаряда вважається відносна простота конструкції і мала залежність відкольної дії снаряда від кута його зустрічі з бронею.
Недоліки бронебійно-фугасного снаряда: низька ефективність при стрільбі по екранованій, шаруватій або композиційній броні і броні з підбивкою на тильній поверхні; різке зменшення ймовірності ураження рухливих броньованих цілей на реальних дальностях через невисоку початкову швидкість снаряда, тобто великий його польотний час.